# 密枝喀什菊
密枝喀什菊（学名：Kaschgaria brachanthemoides）是菊科喀什菊属的植物。分布于俄罗斯以及中国大陆的新疆等地，生长于海拔1,500米的地区，见于干燥山谷，目前尚未由人工引种栽培。